# Maia Kristalínskaia
Maia Vladímirovna Kristalínskaia, rus: Ма́йя Влади́мировна Кристали́нская (Moscou, 24 de febrer de 1932 – Moscou, 19 de juny de 1985) fou una cantant soviètica-russa.

## Biografia

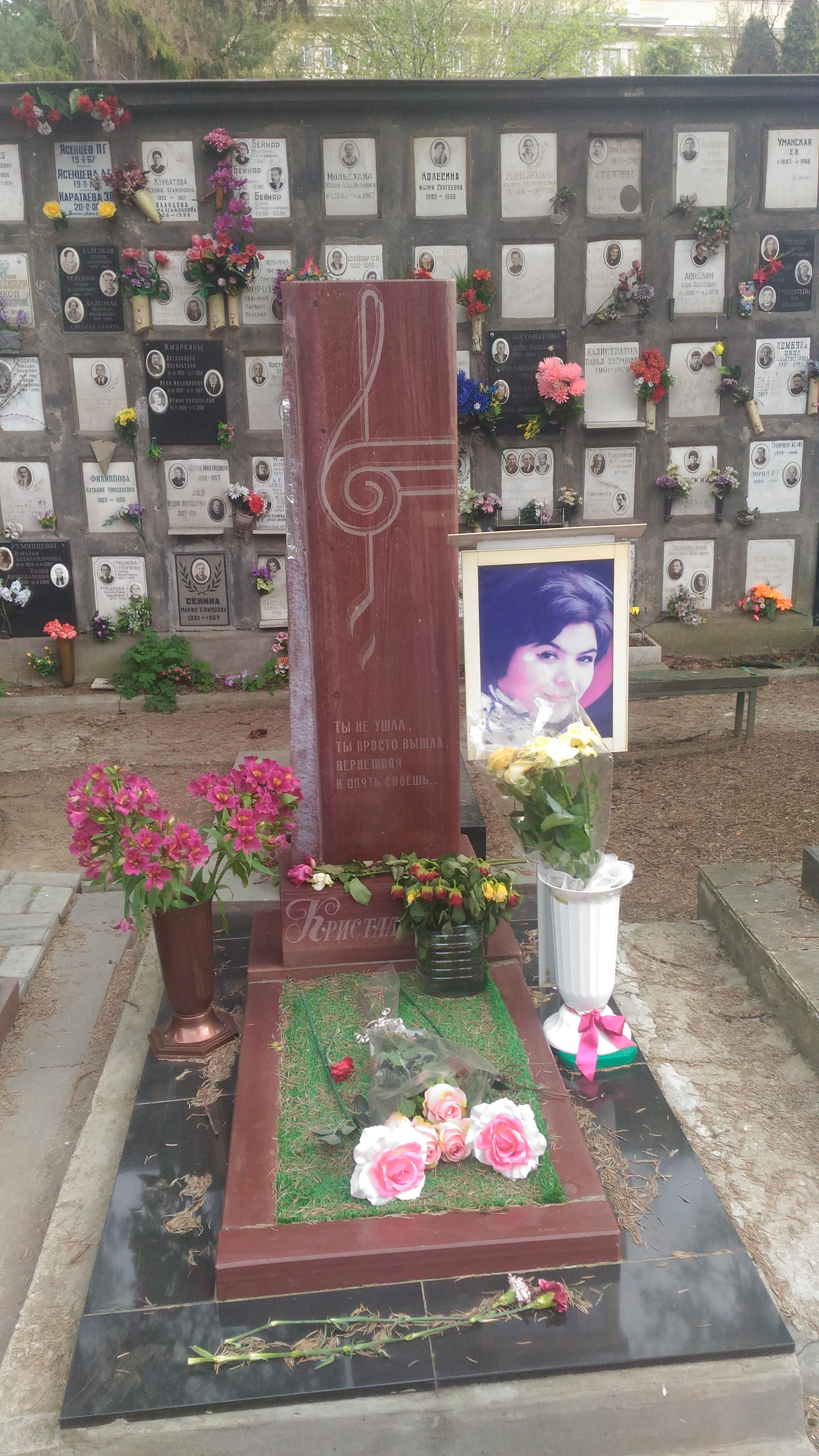
Tomba de Maia Kristalínskaia al Cementiri Donskoi de Moscou

Maia Kristalínskaia nasqué al sí d'una família jueva russa. Mentre estudiava a l'escola, Maia cantava al grup de cor infantil del Conjunt Nacional de Cançó i Dansa de la Casa Central dels Fills dels Treballadors del Ferrocarril, dirigit per Semion Dunaievski, germà d'Issaak Dunaievski. Després de deixar l'escola el 1950, va ingressar a l'Institut d'Aviació de Moscou. Mentre era l'institut es dedicava a actuacions d'aficionats. Després de graduar-se, va marxar a Novossibirsk a la planta d'aviació V.P. Txkàlov. Però, segons els records de la seva amiga i companya de classe Valentina Kotolkina, aviat van tornar a Moscou, i Maia va començar a treballar a l'oficina de disseny d'Aleksandr Iàkovlev.
El 1957 va actuar al VI Festival Mundial de la Joventut i els Estudiants amb un grup amateur sota la direcció de Iuri Saulski i fou guardonada amb un premi. El mateix any es va casar amb l'escriptor Arkadi Arkànov. El matrimoni no va reeixir i aviat es van divorciar.
Posteriorment, va començar a actuar de manera independent. Després del 1960, va enregistrar la cançó "Dues ribes", rus: Два Берега Dva Bérega, per al film Jajda, rus: Жажда i, amb l'estrena de la pel·lícula, va començar la seva popularitat a tota la Unió Soviètica. Inicialment, aquesta cançó la va interpretar Irina Serguéievna Deníssova, artista del grup juvenil Polnii vperod!. Quan la pel·lícula i la cançó es van popularitzar, altres cantants van començar a interpretar aquesta cançó i es va crear una nova banda sonora per a la pel·lícula, on s'inserí el nom de l'intèrpret als crèdits (en diferents versions: Kristalínskaia, Dvorianínova). L'enregistrament en vinil de la cançó va vendre 7 milions de còpies. Maia Kristalínskaia es va convertir en la primera intèrpret de la llegendària cançó Néjnost, rus: Нежность(1966) que es considera l'epítome del seu talent cantant. El 1974 se li va atorgar el títol d'Artista Honorada de la RSFSR.
Als 29 anys, els metges van descobrir que tenia un tumor als ganglis limfàtics. Es va sotmetre a un tractament difícil i, des de llavors, va haver de pujar a l'escenari amb un mocador al coll per amagar al públic les marques de cremades de la radioteràpia.
El 1984, la seva malaltia va empitjorar. El 19 de juny de 1985, al 54è any de la seva vida, Maia Kristalínskaia moria a Moscou. La cantant va ser enterrada a Moscou al Cementiri Donskoi. L'epitafi de la seva tomba diu:
| « | (rus) Ты не ушла, ты просто вышла, вернёшься — и опять споёшь | (català) No ens vas deixar, només vas sortir, has tornat i cantes de nou | » |

El 2002, Kristalínskaia va aconseguir, pòstumament, una estrella a la Plaça de les Estrelles de Moscou.